# Juraj Lehotský
Juraj Lehotský (18. ledna 1940 – 3. prosince 2017) byl slovenský trumpetista. Hru na trubku studoval na bratislavské konzervatoři. Od roku 1963 působil v orchestru dirigenta Juraje Velčovského, který opustil o sedm let později. Později hrál v tanečním orchestru Československého rozhlasu. Roku 1976 vydal vlastní album  Strieborná trúbka. Během své kariéry spolupracoval s mnoha hudebníky, mezi něž patří například Matúš Jakabčic a Peter Lipa. Zemřel ve věku 77 let. Jeho mladším bratrem byl zpěvák Ján Lehotský.